# Anorganska kemija
Anorganska kemija dio je kemije koji proučava kemijska svojstva i reakcije svih kemijskih elemenata osim ugljika i njegovih spojeva kao i kemijske procese koje se zbivaju između njih. Spojeve ugljika (s izuzetkom oksida ugljika, ugljične kiseline i njenih soli - karbonata) proučava organska kemija. Anorganski spoj obično je kemijski spoj koji nema veze ugljik-vodik
Granica između anorganske i organske kemije nije oštra. Rubno područje pokrivaju organski spojevi s kovinama, koje proučava posebna kemijska potdisciplina organskokovinskih spojeva.
Većina anorganskih spojeva su soli, kombinacije aniona i kationa, koje su međusobno povezane s ionskim vezama. Kationi su, npr,  Na+, Ca2+ i Al3+, anioni su npr. oksid O2- i bromid Br-. Soli su električno neutralne, što znači da sadrže jednak broj pozitivnih i negativnih naboja.
Ioni su opisani sa svojim oksidacijskim stanjem, kojega vidimo iz ionizacijskih potencijala (za katione) i elektronskih afiniteta (za anione).
Važni razredi anorganskih spojeva su oksidi, karbonati, sulfati i halogenidi. Mnogi anorganski spojevi imaju visoko talište. Anorganske soli u čvrstom stanju slabo su električno vodljive. Njihova važna karakteristika je topljivost, npr. u vodi i kristalizacija. Neke soli su dobro topljive u vodi poput kuhinjske soli druge poput SiO2, uopće ne.
Jednostavna anorganska reakcija je dvojna substitucija, do koje dođe miješanjem dvije soli. U reakciji dođe samo do premiještanja iona bez promjene oksidacijskog stanja. U redoks reakcijama dolazi do promjene oksidacijskih stanja. Jednom od reaktanata, oksidantu oksidacijsko stanje se smanji, a drugom reaktantu, reducentu, oksidacijsko stanje se poveća. Broj dodanih i uzetih elektrona jednak je, jer je reakcija neutralna. Do izmjene elektrona dođe također u reakcijama, koje se događaju u baterijama. To područje reakcija proučava elektrokemija.
Kada jedan od reaktanata sadrži vodikove atome, lako dođe do reakcije, u kojoj se izmijenjuju protoni (H + ioni). Takve reakcije su predmet izučavanja kiselo-bazične kemije. Gledano podjednostavljeno, kiselina je svaki kemijski spoj, koji veže elektronski par (Lewisova kiselina). Analogno tome, svaki spoj, koji donira elektronski par je Lewisova baza. 
Anorganske spojeve nalazimo u prirodi u obliku minerala te također kao biomolekule. Natrijev i kalijev klorid važni su elektroliti, adenozin-5'-trifosfat (ATP) je multifunkcionalni nukleotid i koenzim te važan posrednik pri međumolekularnom prijenosu energije,  polifosfati zajedno sa šećerima tvore lanac DNK.
Prvi umjetno proizveden anorganski spoj je amonijev nitrit (NH4NO2), koji je važno umjetno gnojivo. Umjetno proizvedeni su također neki katalizatori, npr., vanadijev(V) oksid (V2O5) i titanov(III) klorid (TiCl3) te nekoliko reagenata u organski kemiji, npr. litijev aluminijev hidrid (TiCl3) i Grignardovi reagenti.
Podpoglavlja anorganske kemije su organokovinska kemija, bioanorganska kemija i dr. 

## Vanjske poveznice
Mrežna mjesta
- anorganska kemija Hrvatska enciklopedija
- Opća i anorganska kemija

| Portal:Kemija | Portal: Kemija |